# Jor-El
Jor-El, Superman édesapja, egy kitalált szereplő a DC Comics képregényeiben. E karaktert a kanadai rajzoló Joe Shuster és az amerikai író Jerry Siegel alkotta meg 1939-ben. 
Jor-El kriptoni tudósok és vezetők leszármazottja, maga is a bolygó egyik elismert tudósa volt.
Az „eredeti univerzumban" (2-es számú Föld) Jor-L (akkoriban e-betű nélkül írták a nevét) egy rakétát tervezett a Kripton bolygó felrobbanása előtt, amellyel az égitest valamennyi lakóját meg kívánta menteni, ám végül csak a kisfiát sikerült elküldenie a planétáról annak pusztulása előtt. 
Az 1-es számú Földön Jor-El hiába próbálta megmenteni a Kripton bolygót, "süket fülekre" lelt, mivel a kriptoni civilizáció fennállásának 10000. esztendejének ünnepségére készültek a planétán. 
Jor-El kutatásai szörnyű felfedezéssel jártak, a bolygó uránium magjában láncreakció zajlott, amely annak pusztulását predesztinálta. Hiába Jor-El felhívása e tényre, szakmai és tudományos elismertsége, kevesen hittek vészjósló figyelmeztetésének, még a Tudományos Tanács is képtelenségnek tartotta e sötét jóslatot. Jor-El feleségét, Larat, is fiával akarta küldeni a Földre, ám az inkább férje oldalán maradt, s nézte, ahogy a megsemmisülő bolygóról fiuk hosszú útra kel az űrben.
A Crisis on Infinite Earths („Krízis a végtelen számú Földeken”) 12 részes maxi-szériát követően (e történet után újraértékeltek és átalakítottak számos dolgot a Superman-képregényekben), Jor-El továbbra is a Kripton egyik legismertebb tudósa maradt, aki rendkívüli tudásának és felfedezéseinek köszönhetően hamar rájött arra, hogy mi áll a „Zöld halál” nevű járvány hátterében. A kriptoniak egy rejtélyes betegségben kezdtek elhalálozni, amely mint, ahogy az Jor-El kutatásaiból kiderült, a bolygó labilis magjából felszabaduló felszínt elérő sugárzás miatt volt. Világossá vált, hogy a bolygó napjai, órái meg vannak számlálva. Emiatt a szülőszobából fiát azonnal egy űrhajóra helyezte, mielőtt még végleg késő lett volna annak megmentése. Később egy olyan verzió is napvilágot látott, amelyben a Kripton pályája módosult, s így közelebb került annak vörös napjához, s az így fellépő gravitációs hatások következtében pedig megsemmisült a bolygó. A Tudományos Tanács e verzióban sem vette komolyan a tudós figyelmeztetését, sőt eközben Zod tábornok, a hadsereg vezetője, puccsra készült, ám nem tudta Jor-Elt letartóztatni azelőtt, mielőtt az az űrbe küldte volna fiát. E verzióban Superman még a Fantom zónába is ellátogatott Lois Lane-nel, ahol Kriptonopolis városában a szüleivel is találkozott Kal-El, sőt, még a Kripton bolygót is sikerült megmenteniük. Számos eltérő verzió létezik még Jor-El szerepét illetően, csak az írók elhatározásán múlott hogyan hasznosították/hasznosítják e karaktert.
Lara Lor-Van: Jor-el felesége, Kal-el édesanyja.
Az 1. számú Földön egy robotokat gyártó üzemben dolgozott Lara, mielőtt feleségül vette Jor-El. Házasságukat követően Jor-El labor-asszisztense lett, s férjével dolgozott a Kripton bolygó megsemmisüléséig. Lara azon kevés személyek közé tartozott, aki az utolsó pillanatig hitt férje jóslataiban, s támogatta azt annak kísérleteiben. Habár meglett volna a lehetősége a bolygóról való távozásra, ám ő inkább férje oldalán maradt, hiszen, mint mondta neki ott a helye. Más verziókban a Kripton bolygó egyik elismert asztronautájaként tartják számon Larat, s az űrprogram során ismerte meg férjét, Jor-Elt, akibe szerelmes lett. 
A Crisis on Infinite Earths című maxi-sorozatot követően, Lara az érzelmek nélküli, sivár Kripton bolygó egyik könyvtárosa. Mikor látta, hogy férje mely bolygót választotta gyermekük új hazájának, megdöbbent a Föld „primitívségén”, ám Jor-El megnyugtatta őt, hogy gyermekük gond nélkül beilleszkedik majd az ottani társadalomba.